# Sidney P. Solow
Sidney Paul Solow (* 15. September 1910 in Jersey City; † 2. Januar 1984 in Los Angeles) war ein US-amerikanischer Chemiker und Filmtechniker sowie Präsident des Unternehmens Consolidated Film Industries.

## Leben und Wirken
Solow absolvierte bis 1930 ein Studium mit den Hauptfächern Chemie und Physik an der New York University. Zwei Jahre nach seinem Abschluss trat er eine Stelle als Chemiker bei Consolidated Film Industries (CFI) an, einem bedeutenden Filmlabor der Greater Los Angeles Area. Zunächst arbeitete er in der New-Jersey-Zweigstelle in Fort Lee, ab 1936 dann als Leitender Chemiker in Los Angeles. 1939 führte er den 16-mm-Film bei CFI ein und ermöglichte es dadurch dem Unternehmen, frühzeitig ins Fernsehgeschäft einzusteigen und nach Ende des Zweiten Weltkrieges die Postproduktion der ersten in Hollywood gedrehten TV-Serie zu übernehmen.
1940 produzierte Solow gemeinsam mit Ralph B. Atkinson den von der American Chemical Society finanzierten Kurzfilm The Alchemist in Hollywood, der die chemischen Prozesse in einem Filmlabor erklärt.
1942 stieg Solow bei CFI zum General Manager auf. Während des Zusammenschlusses mit der Produktionsgesellschaft Republic Pictures war er deren Vizepräsident. Er führte weitere Innovationen ein, wie den Aufbau einer Kinescope-Abteilung (1948). 1960 wurde er Vorstandsmitglied, 1964 Präsident und 1977 Vorstandsvorsitzender von CFI. 1982 ging er in den Ruhestand.
Solow tat sich mit technischen Entwicklungen, insbesondere im Bereich einer schnellen Filmentwicklung hervor. Er wurde für seine Leistungen mehrfach ausgezeichnet. Unter anderem erhielt er 1965 gemeinsam mit drei weiteren CFI-Mitarbeitern, nämlich Edward H. Reichard, Carl W. Hauge und Job Sanderson, einen Oscar für die Entwicklung eines Farbdruckverfahrens („versatile Automatic 35mm Composite Color Printer“). 1978 wurde ihm und Gordon Sawyer die Medal of Commendation verliehen. Die Society of Motion Picture and Television Engineers zeichnete ihn mit der Progress Medal aus und ernannte ihn später zum Ehrenmitglied. Auch die Academy of Motion Picture Arts and Sciences ehrte Solow mit zwei Awards.
Solow lehrte als Adjunct Professor Film an der University of Southern California. Er hielt Vorlesungen und Seminare für das American Film Institute, die australische Society of Motion Picture and Television Engineers, sowie Filminstitute in Russland und China. Nach seinem Ausscheiden bei CFI war er als technischer Repräsentant für Fuji Photo Film tätig.
Sidney P. Solow starb mit 74 Jahren an einem Herzinfarkt im Cedars-Sinai Medical Center in Los Angeles. Er hinterließ seine Frau Davida, eine Tochter und zwei Söhne.

## Auszeichnungen (Auswahl)
- 1965: Oscar in der Kategorie Wissenschaft und Entwicklung
- 1974:  Progress Medal der Society of Motion Picture and Television Engineers[4]
- 1978: Medal of Commendation